# Kriegsgräberstätte Sandbostel

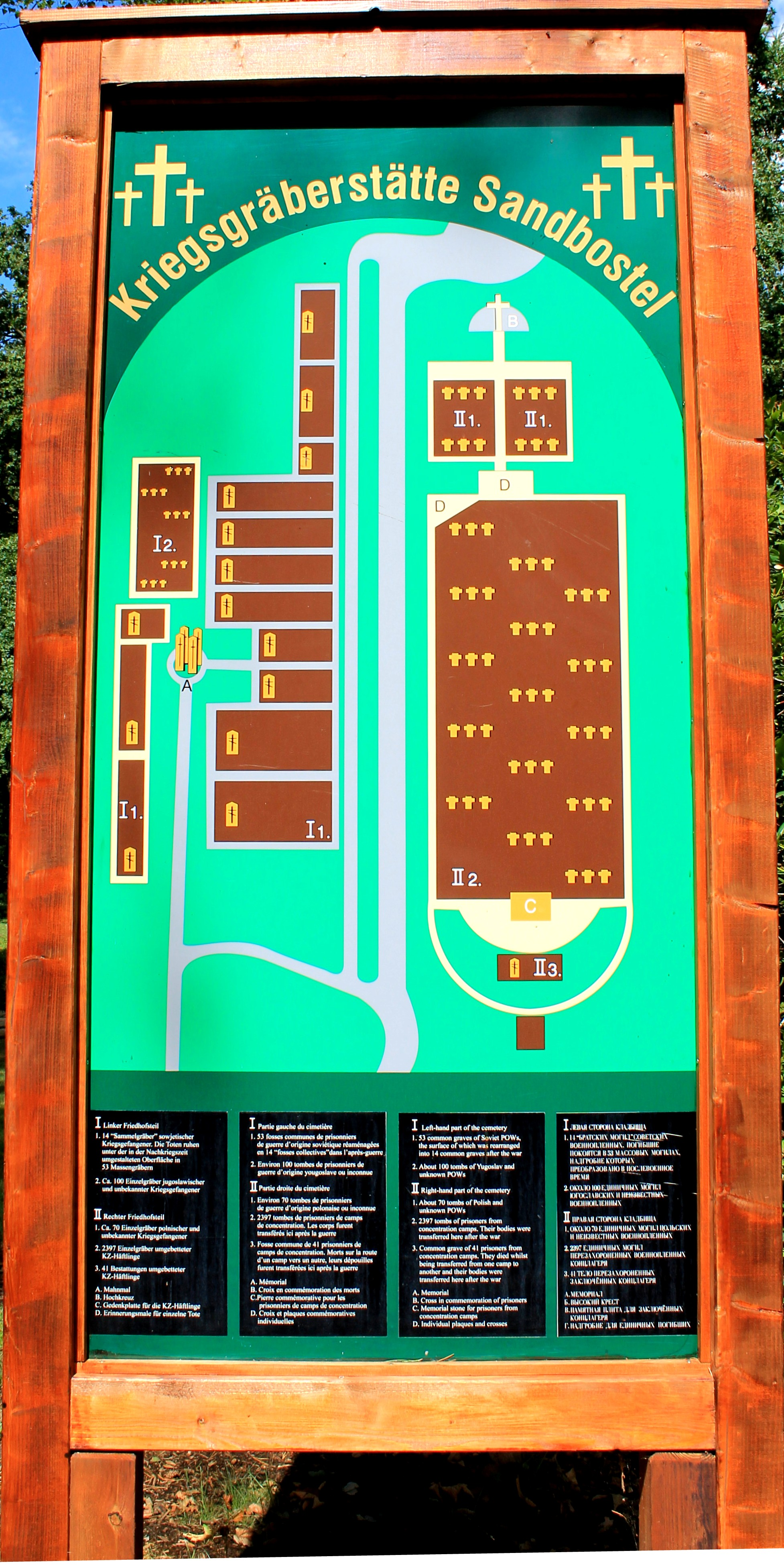
Friedhofsstruktur

Die Kriegsgräberstätte Sandbostel befindet sich am historischen Ort des ehemaligen Lagerfriedhofs Sandbostel, auf dem die Toten des Kriegsgefangenenlagers Stalag X B Sandbostel und  Häftlinge aus dem KZ Neuengamme beerdigt wurden.
Die Gruppen STALAG X B und Lombardlager stehen unter Denkmalschutz (siehe auch Liste der Baudenkmale in Sandbostel). 

## Geschichte
Das Kriegsgefangenenlager Stalag X B Sandbostel war ein Lager für Kriegsgefangene, italienische Militärinternierte, Zivilinternierte (wie Angehörige der britischen Handelsmarine), Teilnehmer am Warschauer Aufstand von 1944 und kurz vor Kriegsende auch für etwa 9500 KZ-Häftlinge aus dem KZ Neuengamme und dessen Außenlagern.
Im September 1939 kamen mehrere tausend polnische Soldaten als erste Kriegsgefangene in das südlich von Bremervörde, abseits in einer Moorlandschaft zwischen Elbe und Weser, gelegene Lager Sandbostel. Die Kriegsgefangenen wurden an zahlreichen Orten in der norddeutschen Kriegs- und Landwirtschaft eingesetzt. Zu einem Massensterben durch Hunger, Seuchen, Erschöpfung und Gewalt kam es im Herbst und Winter 1941/42 unter den sowjetischen Kriegsgefangenen sowie im April/Mai 1945 unter den nach Sandbostel verschleppten KZ-Häftlingen. Die Toten des Lagers wurden an verschiedenen Stellen begraben, die Zahl ist bis heute nicht geklärt, die Anzahl wird zwischen 8.000 und 50.000 Toten geschätzt. Nach dem Krieg wurden die Gebeine der Toten exhumiert und in die Herkunftsländer Frankreich, Belgien und Großbritannien überführt, die der Italiener wurden auf den Zentralfriedhof in Hamburg-Öjendorf umgebettet.

### Lagerfriedhof in Parnewinkel
Die ersten verstorbenen Kriegsgefangenen des Stalag X B wurden im zwölf Kilometer entfernten Parnewinkel auf einem alten Kriegsgefangenenfriedhof des Ersten Weltkrieges beigesetzt. Während die Kriegsgefangenen normalerweise in Einzelgräbern beigesetzt wurden, hat man die sowjetischen Kriegsgefangenen in Massengräbern begraben, in denen die Toten neben und übereinander liegend beerdigt wurden.
Auf der „Kriegsgräberstätte Parnewinkel“ ruhen heute fünfzehn verstorbene Kriegsgefangene des Ersten Weltkriegs und etwa 86 verstorbene Kriegsgefangene und Zivilinternierte des Zweiten Weltkrieges. Hier ruhen achtzehn Serben, zwölf Angehörige der Roten Armee, drei Belgier und ein Chinese, die in Einzelgräbern bestattet wurden. In einem Massengrab wurden etwa vierzig sowjetische Kriegsgefangene begraben. Der Platz in Parnewinkel war erschöpft, nachdem auf diesem Friedhof hundertneunzig Kriegsgefangene beerdigt waren und es wurde in Sandbostel ein neuer Friedhof angelegt.

### Lagerfriedhof in Sandbostel
Vom staatlichen Gesundheitsamt des damaligen Landkreises Bremervörde wurde daraufhin ein Gutachten für eine etwa zwei bis drei Kilometer vom Stalag X B entfernten Fläche östlich des Dorfes Sandbostel erstellt. Der Boden war in seiner Zusammensetzung geeignet, der Grundwasserstand war tief, die nächste menschliche Ansiedlung war genügend weit entfernt, und daher war eine Geruchsbelästigung nicht zu befürchten.
Mit diesem Gutachten genehmigte der Regierungspräsident in Stade 1940 den neuen Kriegsgefangenenfriedhof. Anfang 1941 fanden die ersten Beerdigungen auf diesem Friedhof statt. Der Lagerfriedhof wurde entsprechend der nationalen Zugehörigkeit der Toten in verschiedene Bereiche aufgeteilt. Es gab eigene Gräberfelder für polnische und jugoslawische Kriegsgefangene und ab 1943 auch für italienische Militärinternierte. Die sowjetischen Toten wurden in einem gesonderten Bereich bestattet, der wegen der hohen Zahl von Toten größer war und aus Massengräbern bestand.

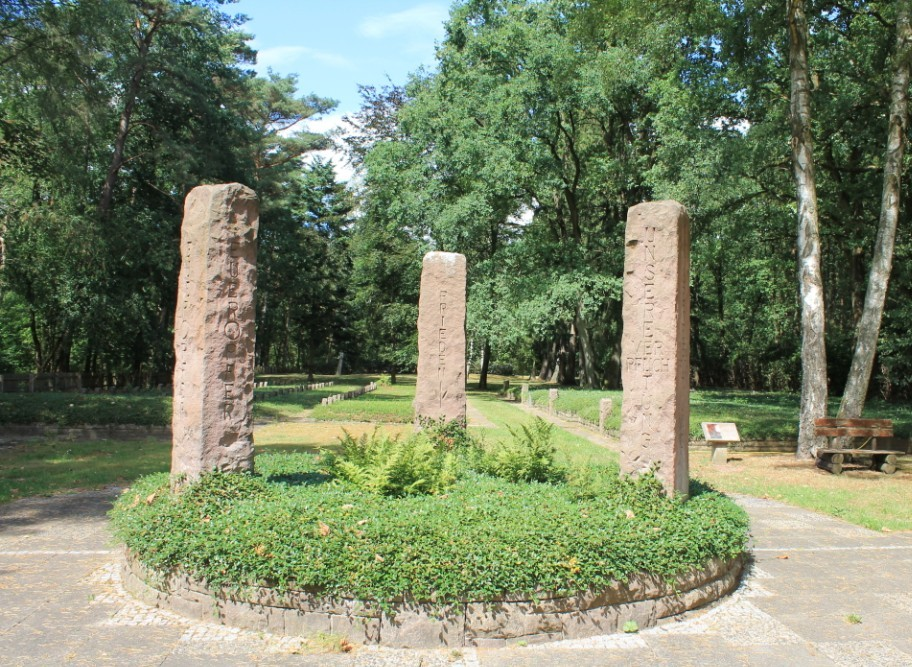
Neues Mahnmal
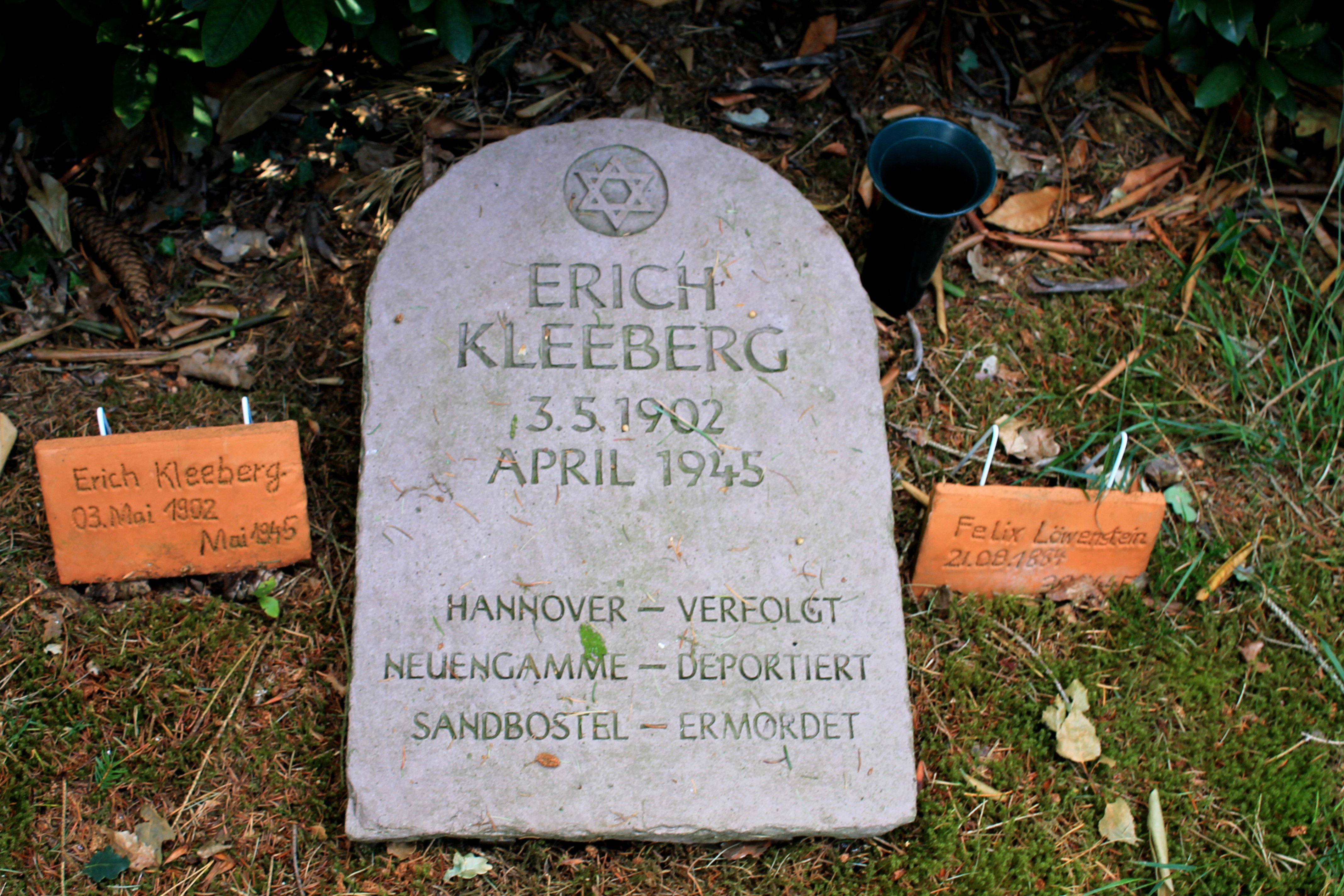
Grab Erich Kleeberg
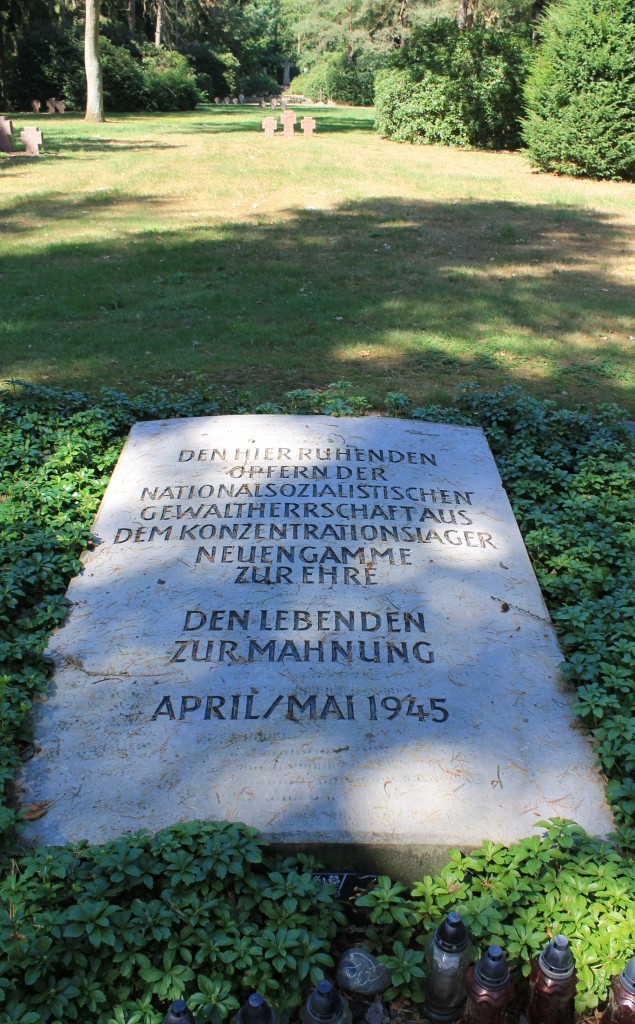
Namenlose KZ-Gräber
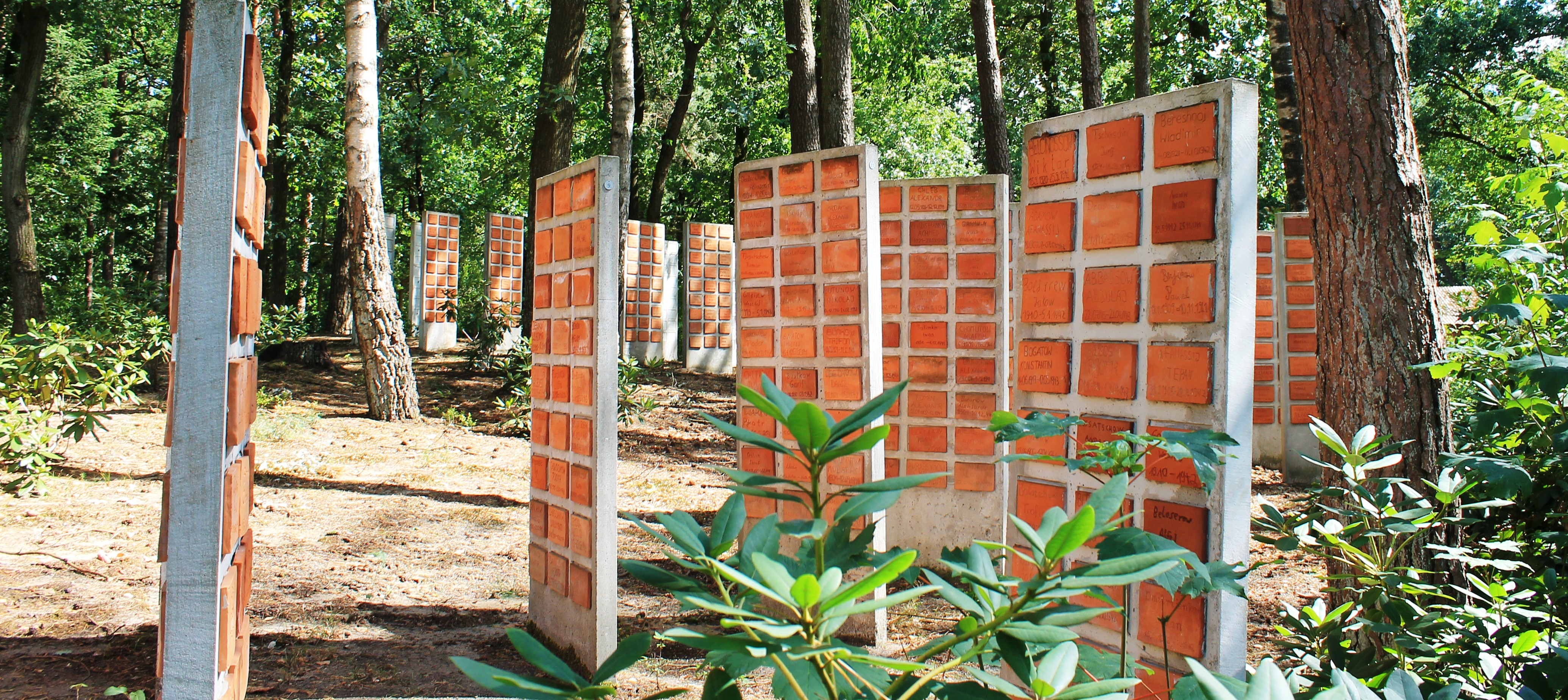
Schüler-Projekt Namensziegel für sowjetische Kriegsgefangene
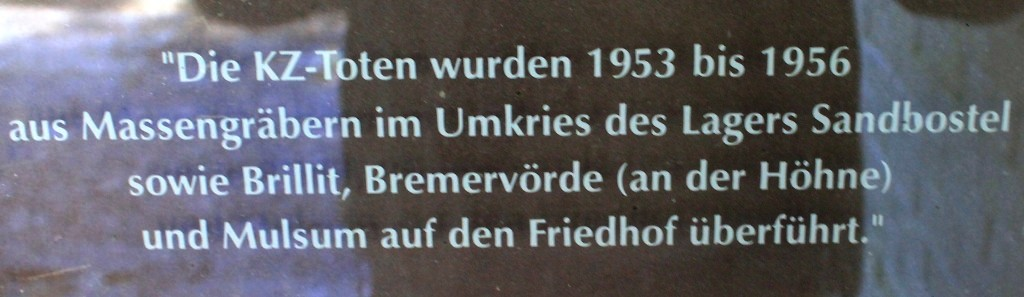
Aus der Umgebung überführte KZ-Toten

### Sowjetisches Ehrenmal, KZ-Häftlinge
Im Sommer 1945 ließ die sowjetische Militäradministration für die sowjetischen Toten auf dem Lagerfriedhof Sandbostel ein Ehrenmal errichten mit der dreisprachigen Inschrift: „Hier ruhen 46.000 russische Soldaten und Offiziere, zu Tode gequält in der Nazigefangenschaft“ versehen.
1949 wurde der gesamte Friedhof einplaniert und umgegraben. Die 53 sowjetischen Massengrabreihen wurden oberirdisch auf einer wesentlich kleineren Fläche zu 14 „Sammelgräbern“ zusammengefasst. Die heutige Grabanlage entspricht daher nicht der tatsächlichen Lage der Toten.
1956 wurde das sowjetische Ehrenmal wegen der auf ihm angegebenen „zu hohen Zahl“ der Toten auf Betreiben des Landkreises Bremervörde und des niedersächsischen Innenministeriums abgerissen.
1956 wurde im Zuge dieser großen Umgestaltung des Friedhofes auch die Umbettung von fast 3.000 KZ-Häftlingen aus verschiedenen Massengräbern aus der Region weitgehend abgeschlossen. Es waren viele der auf dem Transport von Neuengamme nach Sandbostel gestorbenen KZ-Häftlinge und sehr viele KZ-Häftlinge starben im Lager, da sie hier nach der Ankunft keine Verpflegung und keine ärztliche Betreuung erhielten.

## Friedhof für Kriegsgefangene und KZ-Häftlinge
Der Friedhof besteht heute im linken Friedhofsteil aus vier Sammelgräbern mit sowjetischen Kriegsgefangenen.
- Die Toten ruhen unter der in der Nachkriegszeit umgestalteten Oberfläche in siebzig Massengrabreihen
- etwa hundert Einzelgräber von jugoslawischen und unbekannten Kriegsgefangenen
- etwa siebzig Einzelgräber von polnischen und unbekannten Kriegsgefangenen

und im rechten Friedhofsteil aus:
- 2.397 Einzelgräbern von nicht identifizierbaren, in den Jahren 1954–1956 durch den französischen Gräberdienst aus dem Lagerbereich umgebetteten KZ-Häftlingen
- 41 im Jahr 1963 aus einem Massengrab bei Brokel umgebetteten unbekannten KZ-Häftlingen eines Evakuierungstransportes aus Neuengamme
- etwa 400 aus einem Massengrab bei Brillit umgebetteten unbekannten KZ-Häftlingen eines Evakuierungstransportes aus Neuengamme

Die nationalen Veteranenverbände der Kriegsgefangenen und die Organisationen der überlebenden KZ-Häftlinge wie die Amicale Internationale de Neuengamme setzten sich nach dem Krieg dafür ein, dass die Geschichte des Stalag X B nicht in Vergessenheit geriet und die Grabstätten der Toten von Sandbostel in einem würdigen Zustand gehalten wurden. Für ihre Pflege war seit 1946 das Land Niedersachsen zuständig; seit 1973 wird der Friedhof im Auftrag des Landes von der Gemeinde Sandbostel betreut.

## Wetterschutz- und Informationshaus
Der Volksbund Deutsche Kriegsgräberfürsorge hat für Projektarbeiten von Schulklassen auf der Kriegsgräberstätte Sandbostel ein Wetterschutz- und Informationshaus errichtet. Das Haus wurde im Frühjahr/Sommer 2003 von Schülern mehrerer berufsbildenden Schulen selbständig geplant und gebaut und steht seitdem zur Verfügung. Seit 2011 werden von Jugendlichen Tonziegel mit den Namen und Lebensdaten der Opfer hergestellt und in Betonstelen angebracht, die von den Schülern der berufsbildenden Schulen Zeven gefertigt wurden.